# كينغ كونغ (فلم 1933)
كينغ كونغ (بالإنجليزية:King Kong) فلم تم إصداره في 1933 بطولة فاي راي و بروس كابوت و روبرت أرمسترونغ وإخراج ماريان كالدويل كوبر و إرنست بومونت سكودسك. أعيد إنتاجه مرتين: الأولى سنة 1976 و الثانية سنة 2005.

## فريق العمل
- بروس كابوت في دور جاك دريسكول.
- روبرت أرمسترونغ في دور كارل دنهام.
- فاي راي في دور آن دارو.
- فرانك ريتش في دور كابتن إنغلهورن.
- جيمس فلافين في دور بريغس.
- فيكتور وونغ في دور تشارلي الطباخ.

## الكائنات
- كينغ كونغ الغوريلا
- ستيغوصور
- تريسراتبس
- ستيراكوصور
- أباتوصور
- ديميترودون
- تيرانوصور
- ألوصور
- تانسترفينس
- بتيرانودون

## وصلات خارجية
- كينغ كونغ على موقع IMDb (الإنجليزية)
- كينغ كونغ على موقع ميتاكريتيك (الإنجليزية)
- كينغ كونغ على موقع الموسوعة البريطانية (الإنجليزية)
- كينغ كونغ على موقع روتن توميتوز (الإنجليزية)
- كينغ كونغ على موقع نتفليكس (الإنجليزية)
- كينغ كونغ على موقع قاعدة بيانات الأفلام العربية
- كينغ كونغ على موقع ألو سيني (الفرنسية)
- كينغ كونغ على موقع Turner Classic Movies (الإنجليزية)
- كينغ كونغ على موقع أول موفي (الإنجليزية)
- كينغ كونغ على موقع بوكس أوفيس موجو (الإنجليزية)